# Prokoenenia wheeleri
Prokoenenia wheeleri is een spinnensoort in de taxonomische indeling van de Palpigradi.
Het dier komt uit het geslacht Prokoenenia. Prokoenenia wheeleri werd in 1901 beschreven door Börner.